# Viola alaica
Viola alaica là một loài thực vật có hoa trong họ Hoa tím. Loài này được Vved. miêu tả khoa học đầu tiên năm 1928.